# Sezon snookerowy 1994/1995
Poniższa tabela przedstawia wyniki finałów najważniejszych turniejów snookerowych rozgrywanych w sezonie 1994/95.
| Data            | Turniej                               | Miejsce rozgrywek                    | Zwycięzca         | Drugie miejsce    | Wynik |
| --------------- | ------------------------------------- | ------------------------------------ | ----------------- | ----------------- | ----- |
| Wrz 20 – Wrz 25 | Regal Scottish Masters                | Motherwell (Szkocja)                 | Ken Doherty       | Stephen Hendry    | 9–7   |
| Wrz 30 – Paź 7  | Dubai Duty Free Classic               | Dubaj (Zjednoczone Emiraty Arabskie) | Alan McManus      | Peter Ebdon       | 9–6   |
| Paź 10 - Paź 23 | New Skoda Grand Prix                  | Derby (Anglia)                       | John Higgins      | Dave Harold       | 9–6   |
| Paź 28 – Lis 5  | Benson and Hedges Championship        | Anglia                               | Mark Williams     | Rod Lawler        | 9–5   |
| Listopad        | Rothmans Malta Grand Prix             | Valletta (Malta)                     | John Parrott      | Tony Drago        | 7–6   |
| Lis 11 – Lis 27 | Royal Liver Assurance UK Championship | Preston (Anglia)                     | Stephen Hendry    | Ken Doherty       | 10–5  |
| Gru 11 – Gru 17 | Humo European Open                    | Antwerpia (Belgia)                   | Stephen Hendry    | John Parrott      | 9–3   |
| Sty 4 – Sty 8   | Liverpool Victoria Charity Challenge  | Birmingham (Anglia)                  | Stephen Hendry    | Dennis Taylor     | 9–1   |
| Sty 22 – Sty 29 | Regal Welsh Open                      | Newport (Walia)                      | Steve Davis       | John Higgins      | 9–3   |
| Lut 5 – Lut 12  | Benson and Hedges Masters             | Wembley (Anglia)                     | Ronnie O’Sullivan | John Higgins      | 9–3   |
| Lut 13 – Lut 19 | Sweater Shop International Open       | Bournemouth (Anglia)                 | John Higgins      | Steve Davis       | 9–5   |
| Mar 10 – Mar 18 | Kloster Thailand Open                 | Bangkok (Tajlandia)                  | James Wattana     | Ronnie O’Sullivan | 9–6   |
| Mar 21 – Mar 26 | Benson and Hedges Irish Masters       | Dublin (Irlandia)                    | Peter Ebdon       | Stephen Hendry    | 9–8   |
| Kwi 1 – Kwi 9   | Castella Classic British Open         | Plymouth (Anglia)                    | John Higgins      | Ronnie O’Sullivan | 9–6   |
| Kwi 14 – Kwi 30 | Mistrzostwa świata                    | Sheffield (Anglia)                   | Stephen Hendry    | Nigel Bond        | 18–9  |
| Cały sezon      | Dr Martens European League            | Irthlingborough (Anglia)             | Stephen Hendry    | Ken Doherty       | 10–2  |